# 아니타 헤그
아니타 헤그(Anita Hegh, 1972년 5월 11일 ~ )는 오스트레일리아의 배우이다.